# Creobroter insolitus
Creobroter insolitus es una especie de mantis de la familia Hymenopodidae.

## Distribución geográfica
Se encuentra en Sulawesi (Indonesia).